# Charles de Graimberg

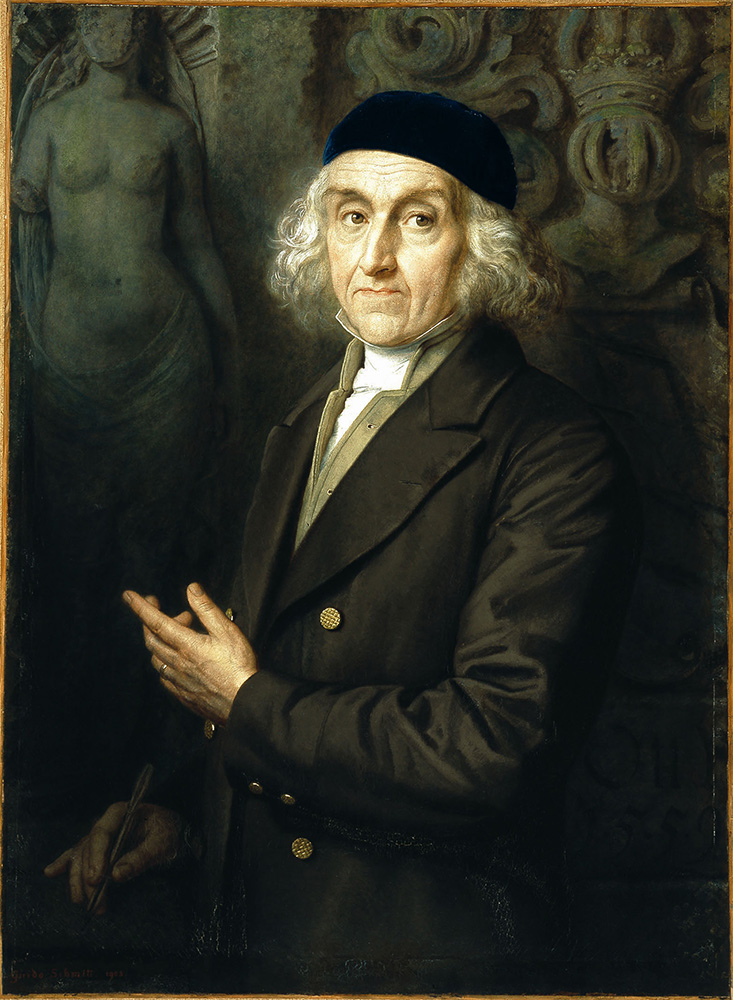
Charles de Graimberg, porträtiert von Guido Philipp Schmitt

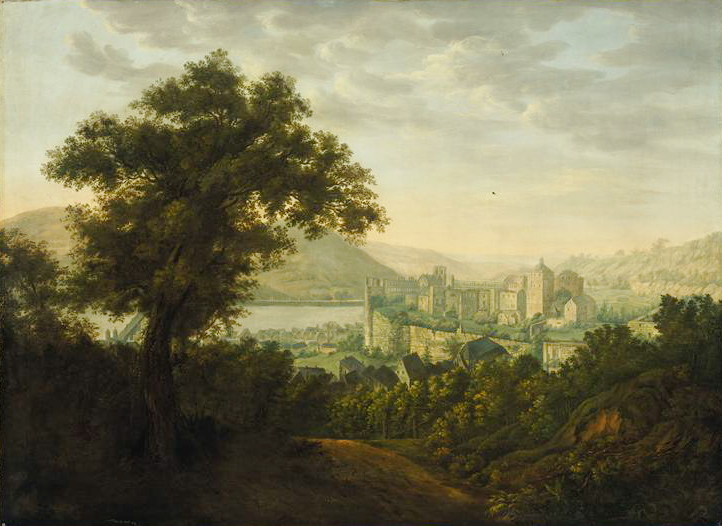
Das Heidelberger Schloss, 1830

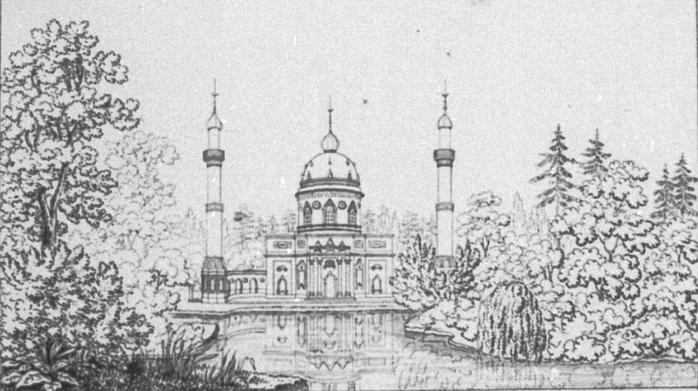
Moschee im Schwetzinger Schlossgarten 1828

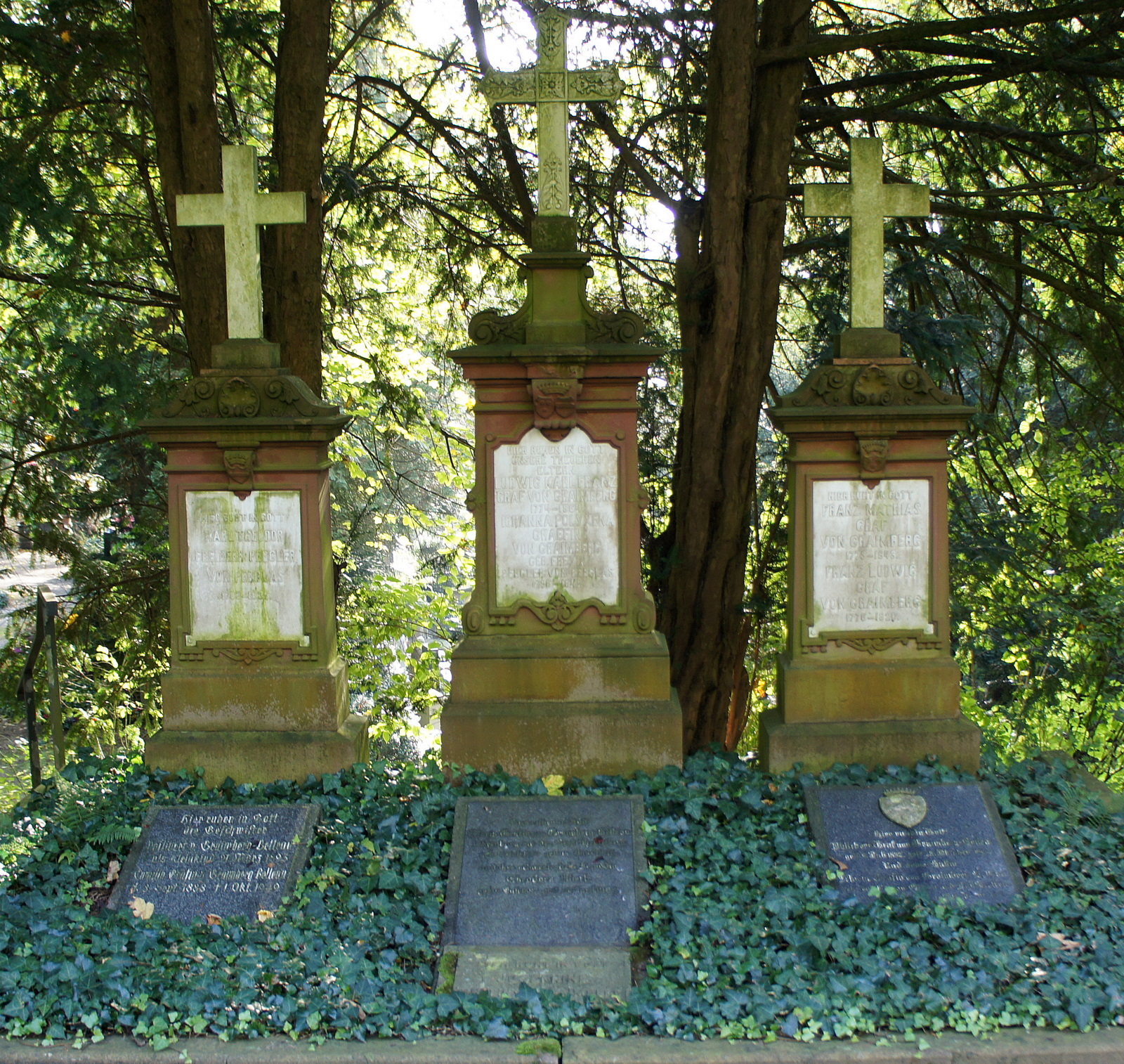
Familiengrabanlage, Ehrengrab. Hier auf dem Heidelberger Bergfriedhof ruhen Graf Charles de Graimberg, Maria Gräfin Graimberg-Bellau und weitere Familienmitglieder in einer Anlage: (Abt. C 50, 51 und 52)

Der Wahlheidelberger Louis Charles François de Graimberg (* 30. Juli 1774 auf Schloss Paars bei Château-Thierry, Frankreich; † 11. November 1864 in Heidelberg; auch Carl oder Karl von Graimberg) war Maler, Verleger und machte sich als Künstler, Sammler (Museumsgründer) und Denkmalpfleger insbesondere um die Erhaltung und Wertschätzung der Schlossruine in Heidelberg und damit letztlich um den dortigen Tourismus verdient.

## Leben
Als Sohn eines vermögenden französischen Grafen verbrachte der im Jahr 1774 geborene Charles de Graimberg mit Eltern und Geschwistern eine idyllisch-beschauliche Kindheit auf dem Stammsitz der Familie, dem Gut Belleau an der Marne. Rückblickend bezeichnete er diese Zeit einmal als die glücklichste seines Lebens.
Seine Neigung zum Zeichnen entdeckte er während seiner Schulzeit in der von Benediktinern geleiteten École royale militaire in Rebais (80 km östlich von Paris). Der Zeichenlehrer der Schule wurde bald auf seine Begabung aufmerksam und förderte ihn daraufhin tatkräftig. Entsprechend der gängigen Unterrichtspraxis setzte sich Graimberg in dieser Zeit intensiv mit Werken Alter Meister auseinander und schulte seine Zeichentechnik u. a. durch das Kopieren von Vorlagen. Mit dem Fortschreiten der Revolution und der Emigration der Familie Graimberg 1791 endete seine glückliche und behütete Kinder- und Jugendzeit.
Gemeinsam mit seinem Vater und seinen Brüdern nahm er in den folgenden Jahren am Ersten Koalitionskrieg teil; nach seinem Ausscheiden aus dem aktiven Militärdienst ließ er sich auf der Kanalinsel Guernsey nieder. Nach der jähen Unterbrechung seiner schulischen Ausbildung begann er, sich autodidaktisch weiterzubilden. Besonders intensiv widmete er sich der Zeichenkunst. Stück für Stück erschloss er sich, mit Bleistift, Kohle und Pastellkreiden zeichnend, die landschaftlichen Reize der Insel. Stilistisch standen seine Zeichnungen in dieser Zeit deutlich unter dem Eindruck der niederländischen Landschaftsmalerei des 17. Jahrhunderts. Um seinen Lebensunterhalt zu bestreiten, verkaufte er seine Landschaftszeichnungen sowie kleine Porträtminiaturen und arbeitete als Haus- und Zeichenlehrer.
Schließlich entsprach er der Bitte seines Vaters, nach Frankreich zurückzukehren. Die erste Zeit nach seiner Rückkehr in die alte Heimat verbrachte Graimberg in Château-Thierry bei seinem Vater. Auch hier erweiterte er seine Skizzensammlung unermüdlich. In zahlreichen Zeichnungen hielt er die Heimat seiner Kindheit bildlich fest. Wohl im Bestreben, sich in unterschiedlichen Herangehensweisen zu schulen, und auf der Suche nach dem eigenen, ihm entsprechenden „Zeichenduktus“ näherte er sich seinen Motiven sowohl in detaillierten, kleinteiligen Bleistiftzeichnungen als auch in bisweilen nur andeutend flüchtigen, zart lavierten Pinselzeichnungen. Auch bei seinen Bildfindungen reicht die Bandbreite von Architekturzeichnungen bis hin zu großzügig angelegten Landschaftsräumen.
Eine besondere Faszination übte die Ruine der alten Festungsanlage von Château-Thierry auf Graimberg aus. In der Romantik wurde das Bild der Ruine im Landschaftsraum, das Zusammenspiel von ruinösem Mauerwerk und überwuchernder Natur, einstiger Stärke und fortschreitendem Verfall idealisiert. Er zeichnete u. a. eine Folge von insgesamt 15 Ansichten der Festungsruine.
Charles de Graimberg, der sich bis dahin, wenn man von seinem ersten künstlerischen Unterricht in seiner Schulzeit absieht, autodidaktisch gebildet hatte, zog 1807 nach Paris, um sich im Atelier des Malers Jean-Victor Bertin ausbilden zu lassen. Auch hier widmete er sich besonders intensiv der Landschaftszeichnung. Außerdem beschäftigte er sich in dieser Zeit erstmals mit der Ölmalerei.
Sein Interesse für die Druckgraphik und die Überlegung, bei einem Kupferstecher in die Lehre zu gehen, um seine Zeichnungen selbst stechen zu können, führten ihn 1810 nach Deutschland. Sein Bruder Louis vermittelte ihm einen Kontakt zu seinem Freund und Nachbarn in Karlsruhe, dem badischen Hofkupferstecher Christian Haldenwang (1770–1831).
In der Absicht, Skizzen für ein Landschaftsbild zu machen, das er nach seiner Rückkehr nach Paris bei Bertin in Öl ausführen wollte, beschloss Graimberg bald darauf, nach Heidelberg zu reisen und das Neckartal mit der romantischen Ruine zu zeichnen. Seine Begeisterung für das Heidelberger Schloss hielt ihn dann länger als geplant in Deutschland fest.
Um sich ausschließlich der Schlossruine widmen zu können, die für ihn als Gesamtkunstwerk betrachtet die schönste europäische Ruine war, ließ er sich in Heidelberg nieder und mietete sich auf dem Schloss – im Torturm des Gläsernen Saalbaus – ein. Mit seinem Arbeitseifer, seinem Fleiß und seiner Begeisterung verschaffte er sich bei vielen Sympathie und Respekt. Helmina von Chézy (1783–1856), die Graimberg zeitlebens freundschaftlich verbunden blieb, beschreibt in ihren Lebenserinnerungen ihre erste Begegnung mit ihm:
„Am Tage nach meiner Ankunft fiel mir beim Umhergehen mit meinen Kindern ein großes alterthümliches Gebäude auf, welches die Stadt wie eine Krone schmückte. […] Im Schloßhof bemerkten wir einen jungen Mann auf einem Malergerüst. […] Er war ein französischer Emigrant […] Heidelbergs Reize hatten ihn hier gefesselt; er wollte von hier nicht scheiden, ohne sie in Bildern noch einmal geschaffen zu haben. Ueber dies Streben vergaß er die Schrecknisse der Revolution, die Trauer um den Königsstamm und die Zustände seines Heimatlandes. Heidelberg wurde ihm Heimat, Geliebte, Andachttempel, Paradies. Er konnte die Fülle seiner Schönheit nicht ertragen, ohne sie wieder auszuströmen.“
Diese Formulierung trifft wohl Graimbergs Befindlichkeit, sein Lebensgefühl und die tiefe Begeisterung, mit der er sich nach den gravierenden Umwälzungen in seinem Heimatland Frankreich und der damit verbundenen vollständigen Veränderung seiner Lebensumstände neuen Zielen und Inhalten verschrieb, in deren Mittelpunkt er die Heidelberger Schlossruine stellte. Ihre bildliche Darstellung und ihre Erhaltung machte er sich ebenso zur Aufgabe wie den Aufbau einer möglichst umfassenden Sammlung zur Geschichte des Schlosses und seiner Bewohner, um auf diese Weise der Heidelberger Schlossruine ein umfassendes Denkmal zu errichten.
Ab August 1849 konnte er seine Sammlung im Heidelberger Schloss der Öffentlichkeit präsentieren: „Von nun wird ein neuer Genuß den Besuchern unseres Schlosses, mit Recht die Perle Heidelsbergs genannt, dargeboten werden. Es wurde nämlich dem Grafen von Graimberg durch Vertrag ein Lokal in der dortigen Schloßkirche zur Aufstellung semer berühmten Kunst- und Alterthumssammlung auf den Zeitraum von zehn Jahren überlassen.“
Von seiner Familie wurde er dabei tatkräftig unterstützt; seine Projekte brachten ihn oft in finanzielle Bedrängnis. Sein französisches Erbteil und die Mitgift seiner Frau flossen in sein „Kupferstichunternehmen“, die kurpfälzisch-badische Sammlung sowie verschiedene Maßnahmen zum Schutz der Ruine, während er selbst mit Frau und Kindern vergleichsweise bescheiden lebte.
Charles de Graimberg starb am 11. November 1864 im Alter von 90 Jahren in Heidelberg in seinem Haus am Kornmarkt:

„In Heidelberg starb am 11. d. M. fast 91jährig der älteste Bürger der Stadt, der durch seine archäologischen und künstlerischen Arbeiten auch in weiteren Kreisen bekannte Graf Karl v. Graimberg. Einer französischen Familie angehörig, hatte er in früher Jugend in Folge der Revolution von 1789 sein Vaterland verlassen, in das er auch später nicht zurückkehren wollte. Im Jahre 1810 ließ er sich in Heidelberg nieder und erwarb das Bürgerrecht der Stadt, der er bald durch seine vielseitige und gemeinnützige Thätigkeit ein wahrer Wohlthäter werden sollte. Sein Hauptverdienst knüpft sich an die Schloßruine, deren geistiger Schöpfer er gleichsam geworden ist, indem er dieses herrliche Juwel deutscher Bauwerke aus fast gänzlicher Verwahrlosung und Vergessenheit hervorzog und zuerst in einen anziehenden Rahmen brachte. Seine Arbeiten hierüber, namentlich seine trefflichen bildlichen Darstellungen, in Kupferstich vervielfältigt, fanden in den weitesten Kreisen, in Deutschland, Frankreich und England, den verdienten Beifall.“

Sein Grabmal bzw. die Ruhestätte der gräflichen Familie auf dem Heidelberger Bergfriedhof besteht aus rotsandsteinernen, reliefverzierten Inschriftsteinen, die weißmarmorne Kreuze tragen. Vor den Grabmälern liegen Inschriftsteine. Das mittlere Grabmal, mit den Reliefs einer Grafenkrone und zweier Familienwappen geschmückt, bezeichnet die letzte Ruhestätte des Grafen Charles de Graimberg, der als Erster aus der gräflichen Familie in der Stätte beigesetzt wurde. Die Grabanlage liegt in den Abteilungen C 50, 51 und 52 des Bergfriedhofs.
Im von ihm gekauften und bewohnten Palais Graimberg gründete später Maria Gräfin Graimberg-Bellau (1879–1965; die letzte ihrer Linie) die erste deutsche katholische Soziale Frauenschule (1977 nach Freiburg im Breisgau verlagert).

### Graimberg als Denkmalpfleger
Als Graimberg 1810 in Heidelberg eintraf, diente die Schlossruine immer noch teilweise als Steinbruch, außerdem wurden besonders schöne Verzierungen abgeschlagen und verkauft. Er wollte mit seiner Arbeit dazu beitragen, dass die mutwilligen Zerstörungen beendet würden und er wollte den Zustand dokumentieren. Er war überzeugt, dass im Laufe der Zeit die Ruine verfallen würde und er wollte die Erinnerung möglichst detailliert erhalten. Die Restaurierung alter Bauwerke kam erst mit Viollet-le-Duc (1814–1879) auf. Um die Zerstörungen zu unterbinden, zog er selbst in das Schloss und finanzierte in seiner Abwesenheit einen Wächter, weiter setzte er sich für die Schließung des Ottheinrichsbaus ein, um den unbefugten Zugang zu verhindern. Damit hatte er erst 1822 Erfolg.  Er beteiligte sich an den Kosten der Sicherung. Ab 1830 wurden mit dem Amtsantritt von Großherzog Leopold seine Bemühungen anerkannt und unterstützt.
Für seine Zeichnungen des Schlosses griff er auch auf Vorlagen von Matthäus Merian und Sebastian Münster zurück. Die Zeichnungen sollten detailgenau sein und einen denkmalpflegerischen Zweck erfüllen. Insbesondere die „Antiquitäten“, die plastischen Verzierungen, bildete er genau ab, da er fürchtete, dass sie bald durch die Wettereinflüsse zerstört würden. Er holte auch den Rat von Architekten wie Thomas Alfried Leger († 17. Februar 1855 in Heidelberg) ein.

### Der Graimbergsche Kupferstichverlag
Graimberg verfolgte mit seinen Kupfersticheditionen zwei Ziele: Die Schlossruine bekannt zu machen und Mittel zur Erhaltung zu generieren. Die Kupferstecher Christian Haldenwang und André Louis Victor Texier zählten zu den Meistern ihrer Kunst. Graimberg sandte den Künstlern seine Skizzen und detaillierte Anweisungen, auf was sie besonders achten sollten. Er investierte beträchtliche Summen in sein Unternehmen, bis 1838 mehr als 40.000 Gulden. Zunächst verkauften sich die Stiche gut, dann machte aber die billigere Lithografie Konkurrenz und die Verkäufe gingen zurück. Obwohl Graimberg die Lithographie im Vergleich zu Radierungen nicht schätzte, musste er seine Veröffentlichungen auf die neue Technik umstellen. In den Jahren 1813 bis 1840 verkaufte er mehr als 30.000 Drucke und machte in den besten Jahren 2000 Gulden Umsatz, 1839 ging dieser auf 18 Gulden zurück. Mit der Lithographie steig der Umsatz wieder. Die Projekte von Graimberg waren oft mit großem finanziellen Aufwand verbunden, so wurden der Friedrichs- und der Ottheinrichsbau fast zwei Jahre lang eingerüstet, um genaue Skizzen anfertigen zu können. Am Schluss konnte Graimberg nicht alle seine Projekte zu Ende führen.

### Graimberg als Künstler
Von seinen Zeitgenossen war Graimberg nicht als Künstler anerkannt, zum einen weil er als Autodidakt nicht die vorgeschriebene Ausbildung hatte, zum anderen schätzte man die genaue, realistische Abbildung weniger als die „romantische“, die sich mehr Freiheiten nahm, um einen Eindruck beim Betrachter hervorzurufen. Der wohlwollende Kritiker Georg Poensgen schrieb „Die sorgsam ausgeführten Zeichnungen...des Kunstsammlers Charles de Graimberg halten in reizvoller Weise das Mittelmaß zwischen repräsentativer Vedutendarstellung und Erinnerungsgrafik.“

## Ankauf der Sammlung durch die Stadt Heidelberg
Bereits 1842 äußerte Charles de Graimberg den Wunsch, dass „[…] die Heidelberger Alterthümerhalle sich […] unter den Flügeln eines hohen Schutzes niederlassen wird.“ Es war sein innigster Wunsch, dass seine Sammlung, die er in Hinblick auf Geschichte, Kunst und Seltenheit der Museumsstücke für gleich dreifach bedeutsam hielt, ungeteilt erhalten blieb. Deshalb bemühte er sich seit dieser Zeit, einen Käufer für seine Sammlung zu finden. Am liebsten hätte er sie im Hinblick auf das Sammlungskonzept in die Obhut des Landes oder der Stadt Heidelberg gegeben. Schon in einem 1844 aufgesetzten Testamentsentwurf verpflichtete Charles de Graimberg seine Erben zur Erhaltung der Sammlung und betonte 1862 erneut: „[…] la Galerie de Heidelberg ne pourroit être vendue séparèment. Elle perdoit par là toute sa valeur.“ Philibert von Graimberg (1832–1895) versuchte, den Verkauf der Sammlung dem Willen seines Vaters entsprechend zu realisieren.
Letztendlich ist das Zustandekommen des Sammlungsankaufs durch die Stadt Heidelberg vor allem auch dem starken persönlichen Engagement des Heidelberger Rechtsanwalts Albert Mays (1818–1893) zu verdanken. Im Kontext der Verkaufsverhandlungen wurde Wilhelm Trübner (1851–1917) beauftragt, die Sammlung zu begutachten. In seiner auf den 2. Januar 1878 datierten Expertise für die Stadt Heidelberg bezeichnet er die Sammlung als kunsthistorisch wertvoll; ihr Erwerb durch die Stadt sei wünschenswert. Schließlich kam am 31. Dezember 1878 zwischen Albert Mays als Vertreter der Stadtgemeinde und Philibert von Graimberg, der bei dieser Transaktion auch seine Geschwister vertrat, ein vorläufiger Kaufvertrag zustande (endgültiger Vertragsabschluss und Übergabe der Sammlung an die Stadt am 14. Juli 1879). Die Sammlung wurde bis zur Restaurierung des Friedrichsbaus weiterhin in den von Graimberg ausgebauten Ausstellungsräumen gezeigt. Dann wurde sie zeitweise im Ottheinrichsbau präsentiert. Nach dem Kauf des Palais Morass durch die Stadt wurden die Städtischen Sammlungen schließlich dauerhaft in der Heidelberger Altstadt untergebracht. Heute trägt das Museum den Namen „Kurpfälzisches Museum Heidelberg“. In der Dauerausstellung des Museums werden zahlreiche Exponate präsentiert, deren Herkunft aus der Graimberg’schen „Alterthümerhalle“ direkt festgestellt werden kann. Besonders bekannt ist eine späte Erwerbung Graimbergs, der so genannte „Windsheimer Zwölfbotenaltar“ von Tilman Riemenschneider, den er 1861 für seine Sammlung ankaufte.

## Schriften
- Das Heidelberger Faß. Mannheim 1816.
- Notice de l’entreprise des vues de Heidelberg. Heidelberg 1820. (Kurzrezension in: Kunst-Literatur. In: Morgenblatt für gebildete Stände, 29. März 1821, S. 8 (online bei ANNO).)
- Nachrichten von der Alterthümerhalle des Heidelberger Schlosses. 1842
- Le guide des voyageurs dans la ruine de Heidelberg D’après un plan du château. 1856
- Collection des Vues de Heidelberg. Dessinées d’apres nature par Charles de Graimberg. o. O. o. J. [Heidelberg frühestens 1817/18].
- (Hrsg.): Ansichten der Ruinen des Heidelberger Schlosses, der Stadt und der Gegenden, in Steindruck = Vues lythographiées de la ruine, de la ville et des environs de Heidelberg. o. O. o. J. [Heidelberg frühestens 1820].
- Notice de l’entreprise des vues de Heidelberg. Heidelberg 1820.
- Lieferung der Ansichten von Heidelberg. Nach der Natur gezeichnet von Karl von Graimberg, wobey der perspektivische Antheil von Thomas Alfred Leger, Professor der Architektur an der Universität zu Heidelberg; und in Kupfer gearbeitet vom Hofkupferstecher Haldenwang = Livraison des vues de Heidelberg. Dessinées d’apres nature par Charles de Graimberg, mises en perspective par Thomas Alfred Leger, professeur d’architecture à l’université de Heidelberg, et gravées par Charles Haldenwang, graveur de la Cour de Bade. Heidelberg (u. a.) o. J. [frühestens 1821/zw. 1821 u. 1825].
- (Hrsg.): Sammlung der Ansichten von Heidelberg, vom Neckarthale, von Schwetzingen, von Baden, und vom Rhein. = Collection des Vues de Heidelberg, de la vallé du Neckar, de Schwetzingen, de Bade et du Rhin. o. O. o. J. [1825].
- Sammlung von Ansichten des Schlosses und der Stadt Heidelberg in Tuschmanier = Collection de vues à l’aquatinte de la ville et du château de Heidelberg. o. O. o. J. [Heidelberg frühestens 1825].
- Ansichten des Schwetzinger Gartens. o. O. 1828.
- Histoire du gros tonneau de Heidelberg. Mannheim 1828.
- Ansichten von Heidelberg, Schwetzingen, Baden und vom Rhein. 2 Bde. o. O. 2o.J. [frühestens 1828/29].
- Antiquitaeten des Heidelberger Schlosses, nach der Natur gezeichnet von Karl von Graimberg, perspektivisch entworfen von Thomas Alfried Leger, gestochen von Texier. Zu haben bey Herrn von Graimberg zu Heidelberg = Antiquités de Château de Heidelberg, dessinées d’après nature par Charles de Graimberg, mises en perspective par Thomas Alfried Leger, gravées par Texier. Heidelberg o. J. [frühestens 1830].
- (Hrsg.): Sammlung von Ansichten von Heidelberg und vom Rheine in Aquatinta = Collection de vues à l’aquatinte de Heidelberg et du Rhin. o. O. o. J. [Heidelberg um 1830].
- Ansichten des Heidelberger Schlosses, des Wolfsbrunnens, von Stift Neuburg, Dilsberg und Neckarsteinach. Dessiné par Charles de Graimberg. o. O. o. J. [um 1830].
- (Hrsg.): Die grossen Ansichten des Schlosses von Heidelberg und seiner Umgebungen gezeichnet und herausgegeben von Karl von Graimberg = Les grandes Planches du chateau de Heidelberg dessinées et publiées par Charles de Graimberg. o. O. o. J. [Heidelberg frühestens 1830/31].
- (Hrsg.): Die Statuen der achtzehn Stammhäupter des kurpfalz-baierischen Fürstenhauses auf dem Heidelberger Schlosse. 3 H.e oder Sammelbd. Heidelberg o. J. [um 1831].
- Annonce de la troisième exposition des collections d’antiquités palatines et badoises appartenant à Monsr. le Comte Chs. de Graimberg. o. O. o. J. [1831 o. 1840].
- Le guide de voyageurs dans la ruine de Heidelberg. Heidelberg 21836 (11827).
- (Hrsg.): Ansichten der Stadt, des Schlosses und der Umgebungen von Heidelberg = Vues de la Ville, du Château et des Environs de Heidelberg. o. O. o. J. [Heidelberg frühestens 1837/39].
- Nachrichten von der Alterthümerhalle des Heidelberger Schlosses = Notice de la Galerie des Antiquités du Château de Heidelberg. o. O. 1842.
- Die Kupferstiche von Heidelberg und die Alterthümerhalle des Heidelberger Schlosses = Les gravures de Heidelberg et la Galerie des Antiquités du Château de Heidelberg. Heidelberg 1847.
- (Hrsg.): Guide dans les Ruines du Chateau de Heidelberg, orné d’un plan et de vues gravées. Extrait du guide des voyageurs du professeur Dr. Th. Alfr. Leger. Heidelberg o. J.